# Sistemul nervos (film)
Sistemul nervos este un film românesc din 2005 regizat de Mircea Daneliuc după propriul roman Marilene. Rolurile principale au fost interpretate de actorii Rodica Tapalagă, Cecilia Bârbora și Valentin Teodosiu.

## Distribuție
Distribuția filmului este alcătuită din:
- Rodica Tapalagă — Niculina „Nica” Puică, pensionară
- Cecilia Bârbora — Tuța, fiica Niculinei Puică, asistentă medicală
- Valentin Teodosiu — Jenel, concubinul Tuței
- Mircea Radu — Paul, prezentator de știri la TVR
- Camelia Zorlescu — profesoara Vivi, colega de cameră a Niculinei din hotelul de la Poiana Brașov
- Dorel Vișan — Pompilică Crețu, secretarul de stat cu probleme cetățenești
- Mitică Popescu — dr. Smântânică
- Bujor Macrin — un tânăr revoltat
- Beatrice Benezi — Marilena, fiica semicubaneză în vârstă de 15 ani a Tuței
- Crenguța Hariton
- Viorica Geantă Chelbea
- Bogdan Vânt
- Florentina Zibileanu
- Paul Dragoș Ionescu
- Frosa Cercel
- Carmen Kleibel
- Andrei Ralea
- Dan Cogălniceanu
- Marius Cisar
- Dan Zorilă
- Silvian Duică
- Gheorghe Bellu
- Ioana Irimia
- Titus Corneliu Țurcanu
- Constantin Zecheru
- Silviu Coruț
- Ioana Lazăr
- Virgil Păunescu
- Paul Păunescu
- Virginia Dokos
- Felicia Filip